# Pamela Radcliff
Pamela Beth Radcliff (Passaic, 1956) es una historiadora e hispanista estadounidense, profesora de la Universidad de California.
Es autora de obras como From mobilization to Civil War. The politics of polarization in the Spanish city of Gijón, 1900-1937 (Cambridge University Press, 1996), y Making Democratic Citizens in Spain: Civil Society and the Popular Origins of the Transition, 1960-1978 (Palgrave Macmillan, 2011). También ha sido editora de Constructing Spanish Womanhood: Female Identity in Modern Spain (State University Press of New York, 1998), junto a Victoria Lorée Enders.
En 2022 colaboró en el libro colectivo Contra los lugares comunes. Historia, memoria y nación en la España democrática con el capítulo titulado «(Contra) la Transición como pacto de élites».